# علی بن قطب‌الدین بهبهانی
علی بن قطب الدین بهبهانی معروف به آخوند ملا علی از فقها و علمای شیعه در قرن دوازدهم است. او از شاگردان وحید بهبهانی بودند ولی اطلاعات چندانی دربارهٔ زندگی‌نامه وی در دسترس نیست. علت اصلی شهرت وی، تألیف کتاب سه جلدی و به زبان عربی تفسیر بهبهانی که در آن حتی یک نقطه هم به کار نرفته است.
وی در مقدمه کتابش می‌نویسد:علما و بزرگان تشیع حقاً و انصافاً به میزان قابل توجهی در گذار از برهه‌های گوناگون تاریخی وظایف خود را به‌خوبی درک نموده و بدان عمل کرده‌اند؛ یک روز در جمع‌آوری احادیث، روز دیگر در احتجاج علمی با ادیان و مذاهب مختلف، یک روز در هدایت و رهبری سیاسی و روز بعد در عرصه اعتلای علمی، روزی پنهان و روزی آشکار، روزی با قلم و روزی با جان به احیای مکتب همیشه جاوید تشیع پرداختند و لذا احیای میراث شیعه و شناساندن آن به شیعیان باعث رشد خود باوری و ایجاد انگیزه است
در دائرةالمعارف تشیع دربارهٔ او اینطور نوشته شده است:مولی علی بن قطب الدین بهبهانی (م ۱۲۰۶ ق) صاحب تفسیر البهبهانی در سه جلد و مفصل‌تر از تفسیر صافی.
همه ساله در شهر بهبهان مراسم گرامی داشتی از او دعوت به عمل میآید